# فیاض‌آباد
فیاض‌آباد یا روستای خَورشید، روستایی از توابع بخش مرکزی شهرستان شوشتر در استان خوزستان ایران است. این روستا از دیرباز نزد مردم منطقه به نام روستای «خَورشید» نامیده می‌شود.

## جمعیت
این روستا در دهستان میان‌آب قرار دارد و براساس سرشماری مرکز آمار ایران در سال ۱۳۸۵، جمعیت آن ۱۷۴ نفر (۳۲خانوار) بوده‌است.